# Гудлер, Иржи
И́ржи Худлер (чеш. Jiří Hudler; род. 4 января 1984, Оломоуц, Чехословакия) — чешский хоккеист. Обладатель Кубка Стэнли 2008 в составе «Детройт Ред Уингз».

## Карьера
Худлер начинал карьеру в клубе Чешской экстралиги «Всетин». В 2002 году был задрафтован клубом НХЛ «Детройт Ред Уингз» под общим 58-м номером. 16 декабря 2003 года Иржи дебютировал в составе «красных крыльев», но закрепиться в команде не смог и несколько лет играл за их фарм-клуб из АХЛ «Гранд-Рапидс Гриффинс». Показав в сезоне 2005—06 хорошие результаты, набрав 96 очков, Иржи установил рекорд «Гриффинс» по количеству результативных передач (60). В том же году он получил второй шанс заиграть в НХЛ, проведя 4 матча. В следующем сезоне 2006—07 он сыграл уже 76 матчей и по итогам сезона был признан лучшим новичком «Детройта».
В 2008 году Иржи, вместе с «Детройтом», выиграл Кубок Стэнли. В успешной для «красных крыльев» серии плей-офф он забил 5 шайб и отдал 9 голевых передач. В сезоне 2008—09 Худлер и «Детройт» были близки к повторению их прошлогоднего достижения, но в финале уступили «Питтсбургу».
8 июля 2009 года, находясь в статусе ограниченного свободного агента, Худлер подписал контракт с клубом КХЛ «Динамо Москва». Трансфер считается одной из крупнейших сделок за всю историю КХЛ. Подписание Худлера сопровождалось спорами руководства НХЛ и КХЛ.
2 июля 2012 года подписал четырехлетний контракт на сумму $16 млн. с «Калгари Флэймз».
27 февраля 2016 года обменян во «Флориду».
24 августа 2016 года заключил однолетний контракт с «Даллас Старз» на сумму $2 млн.

## Статистика
| Легенда | Легенда                    | Легенда | Легенда                   | Легенда | Легенда    |
| ------- | -------------------------- | ------- | ------------------------- | ------- | ---------- |
| И       | Количество проведённых игр | Штр     | Штрафное время            | +/−     | Плюс-минус |
| Г       | Голы                       | П       | Голевые передачи          | О       | Очки       |
| -       | Статистика неизвестна      | —       | Статистика не учитывалась |         |            |

## Достижения

### Командные
- Обладатель Кубка Стэнли: 2008

### Индивидуальные
- Лучший новичок «Детройт Ред Уингз»: 2007
- Обладатель клубного рекорда «Гранд-Рапидс Гриффинс» по количеству результативных передач (60)
- Обладатель Леди Бинг Трофи: 2015
- Участник матча звёзд КХЛ 2010.